# Studniówka
Studniówka [stuˈdɲufˌka] (Nederlands: Honderd dagen) is een traditioneel Pools schoolbal dat jaarlijks, eind januari of begin februari, ongeveer 100 dagen voor het matura-examen wordt gehouden. Dit examen, vergelijkbaar met het centraal examen, vormt de afsluiting van het voortgezet onderwijs in Polen. Het wordt bezien als het laatste feest voor het grote examen, na het bal wordt de student geacht en geadviseerd om nog extra energie te besteden aan studeren. Het bal wordt meestal bijgewoond door de studenten, de leraren en soms ook door ouders. Bij het bal hoort ook een diner en een gezamenlijke toost met champagne.

## Naam
De Studniówka wordt 100 dagen voor het matura-examen gehouden. Van dit gebruik is ook de naam afkomstig, deze is opgebouwd uit:  'stu',  de nominatief van:  'sto',  dat honderd betekent;  'dni' , de genitieve meervoudsvorm van:  'dzień'  dat dag betekent;  '-iówka'  is een uitgang die vrouwelijke samenstellingen tot één geheel maken.

## Organisatie
Het bal wordt gewoonlijk georganiseerd door de ouders die ook het grootste deel van de onkosten dragen, vaak draagt de school ook bij in de onkostenvergoeding. Al maanden voor de Studniówka zijn ouders en studenten bezig zich voor te bereiden op dit bal. De keuze voor de locatie is vooral afhankelijk van de beschikbare budgetten, echter meestal vindt het bal plaats in een gymzaal of een feestzaal. Soms wordt er geïnvesteerd in uniforme kleding voor zowel de jongens als de meisjes, zodat zij allemaal hetzelfde zijn gekleed. Het houden van een Studniówka kan financieel zwaar zijn voor de ouders. Zeker omdat men telkens de lat iets hoger wil leggen in vergelijking met voorgaande jaren, door een mooie locatie af te huren of speciale kleding aan te schaffen. Van ouders wordt verwacht dat ze een aandeel in de kosten voor de locatie en de dj op zich nemen. Hier komen echter ook nog de onkosten bij voor de: hotelovernachting, het vervoer, het diner, de haarstylist, kleding en accessoires, plus eventuele danslessen en dan nog de onkosten voor de uitnodiging van de danspartner. De totale onkosten gezamenlijk kunnen gemakkelijk oplopen tot: zł 2.000,- ≈ € 440,- om een zoon of dochter mee te laten doen aan de Studniówka.

## Kleding en bijgeloof
Voor het bal geldt een strikt formeel kledingvoorschrift. De jongens dragen een pantalon met een passend colbert en een vlinderdas. De meisjes dragen een avondjurk. Meisjes en jongens dragen vaak rood ondergoed, het bijgeloof gaat dat dit geluk brengt bij het examen. Het bijgeloof stelt ook dat je je haren niet zou moeten knippen tussen de Studniówka en het examen omdat kennis in de haren zou liggen besloten. De jongens zouden in hun pak het examen moeten gaan maken, want dat pak zou volzitten met goede energie.

## Dansen
De eerste dans is bijna altijd de polonez, deze wordt gedanst op de gelijknamige compositie van Pools componist Wojciech Kilar, uit de film Pan Tadeusz van Pools regisseur Andrzej Wajda. Deze dans wordt gewoonlijk uitgebreid gerepeteerd door de studenten voorafgaand aan het bal. Op het bal zelf wordt de polonez vaak geopend door de: Wodzirej (dansleider) of Wodzirejka (dansleidster), meestal is dit de directeur van de school. Vervolgens worden meerdere moderne dansen gedanst. Een populaire competitie tijdens het feest, onder de mannen, is een wedstrijd wie het langste kan dansen terwijl hij zijn partner draagt.